# Marineschifffahrtleitung
Unter Marineschifffahrtleitung versteht man die Zusammenarbeit von Seestreitkräften und Handelsschifffahrt zum Schutz von Handelsschiffen gegen Bedrohungen.
Die heutige Marineschifffahrtleitorganisation ist vor allem durch die Erfahrungen der Alliierten im Zweiten Weltkrieg und die Organisation der NATO während des Kalten Krieges geprägt. Daneben gibt es nationale und multinationale Einrichtungen, die sich mit dem Schutz der Handelsschifffahrt und der Fischerei gegen Bedrohungen in Krisen und Kriegen befassen.

## Geschichte

### Weltkriege

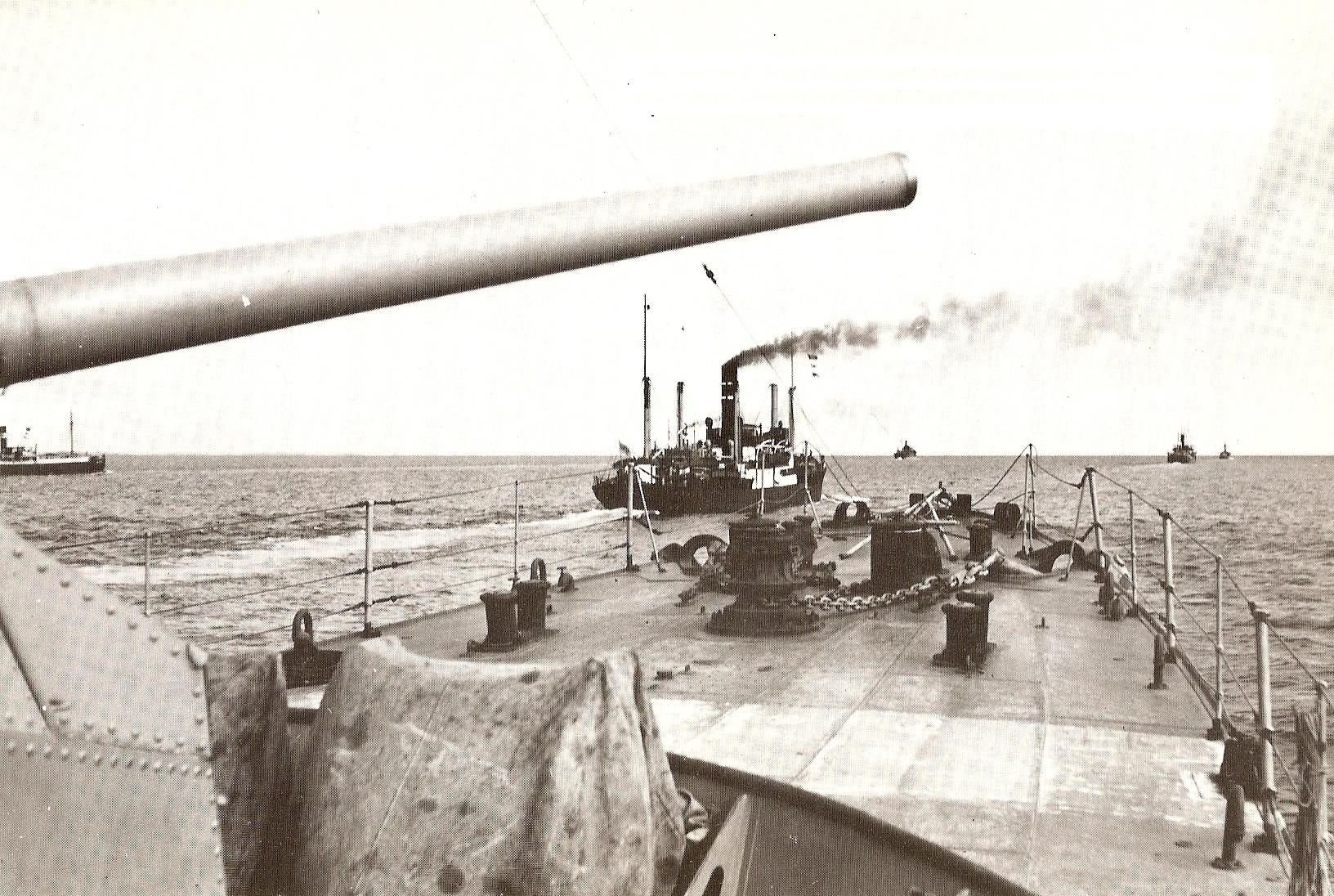
Geleitzug in der Ostsee

Während das Geleit von Handelsschiffen durch Kriegsschiffe zu den traditionellen Aufgaben von Seestreitkräften gehört, erlangte diese Aufgabe mit dem Einsatz einer größeren Zahl von U-Booten im Ersten Weltkrieg eine erheblich größere Bedeutung. Deutschland erklärte den uneingeschränkten U-Boot-Krieg, was die Kriegsgegner zum Aufbau eines umfassenden Konvoisystems veranlasste.
Auch im Zweiten Weltkrieg unternahmen die westlichen Alliierten erhebliche Anstrengungen gegen die Bedrohung durch deutsche U-Boote einschließlich eines Systems von Konvois und weit reichenden Schutzmaßnahmen.
→ Broadcast to Allied Merchant Ships

### Kalter Krieg
Nachdem die Westalliierten und viele westeuropäische Nationen nach Kriegsende 1945 stark abgerüstet hatten, erblickten sie in der Sowjetunion in zunehmendem Maße eine Bedrohung, auf die sie 1949 mit der Gründung der NATO reagierten. Damit verbunden war der Aufbau einer Organisation, die bereits im Frieden den Schutz der Handelsschifffahrt in einem möglichen Krieg vorbereiten sollte. Zu diesem Zweck entstand im Mai 1950 das Planning Board for Ocean Shipping (PBOS) als Leitungsgremium für die Marineschifffahrtleitorganisation (Naval Control of Shipping Organisation/NCSOrg).

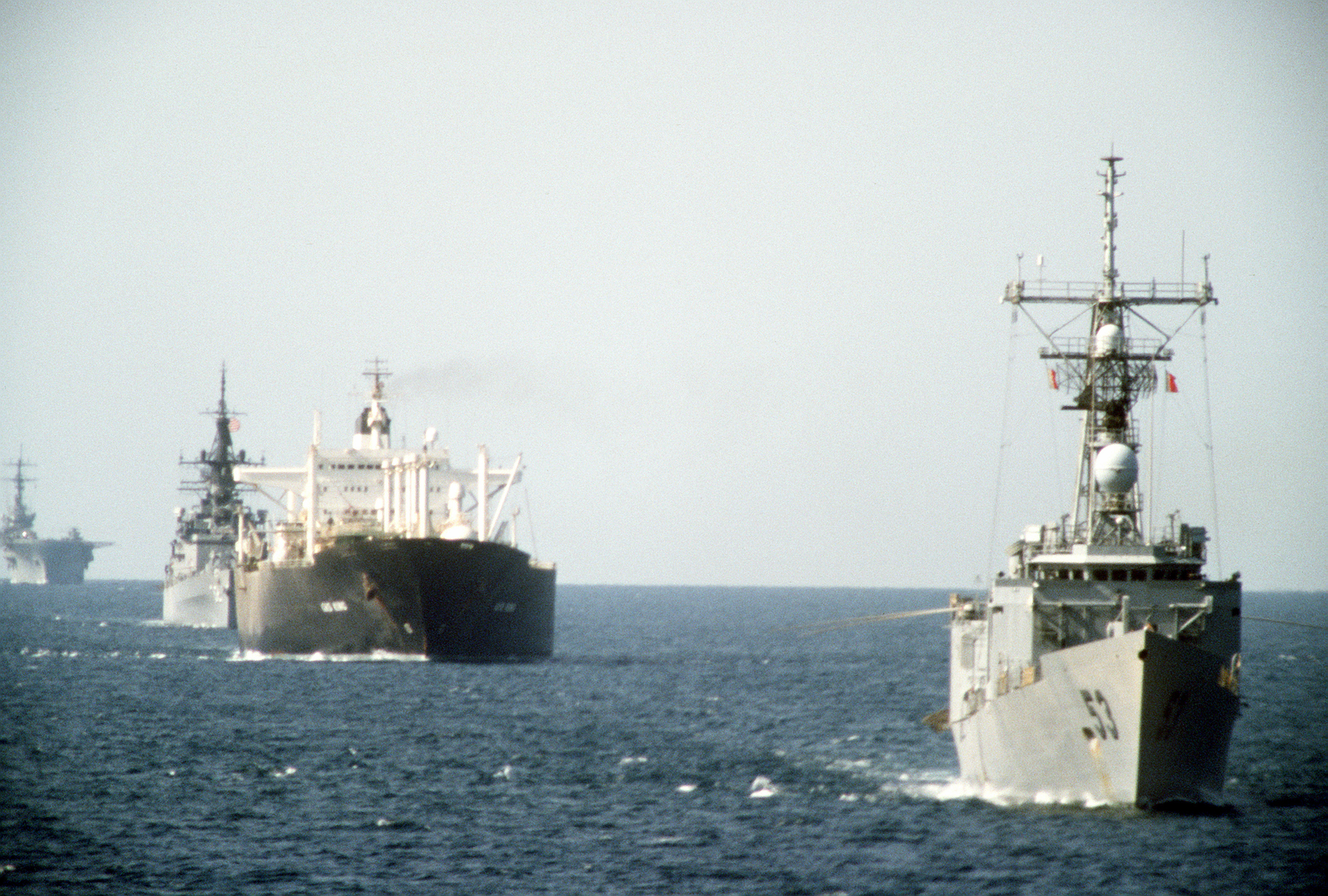
Tankerkonvoi während des so genannten Tankerkriegs im Persischen Golf 1987

## Heutige Organisation der NATO
Nach Beendigung der Ost-Westkonfrontation wurde die Marineschifffahrtleitung der NATO von einem verpflichtenden zu einem kooperativen System umgestaltet, das auf freiwillige Zusammenarbeit ausgelegt ist und die Bezeichnung Naval Co-operation and Guidance for Shipping (NCAGS) trägt. NCAGS-Verfahren und Organisation sind in den Vorschriften NCAGS Manual ATP-2 Vol. II und NCAGS Organisation, Publications, and Documents AAP-8 veröffentlicht worden.

### Auftrag
Das NCAGS-Verfahren unterstützt militärische Führer und die Handelsschifffahrt in Frieden, Spannungsfällen, Krisen und Krieg durch Anleitung, Beratung, Hilfe und bei Bedarf durch Aufsicht. Es leistet außerdem militärische Anleitung, Beratung und Hilfe mit Bezug auf die weltweiten Interessen der Handelsschifffahrt teilnehmender Nationen, um die Sicherheit der Handelsschiffe zu erhöhen und militärische Operationen zu unterstützen.

### NCAGS-Einrichtungen
Die Sicherstellung des Schiffsverkehrs und der Versorgung über See in Krise und Krieg liegt in der Verantwortung des Oberausschusses für zivile Verteidigungsplanung (Senior Civil Emergency Planning Committee; SCEPC) mit dem nachgeordneten PBOS, das für Schifffahrtsfragen zuständig ist.
Für die Koordination der Schutzmaßnahmen auf militärischer Seite ist das NATO Shipping Centre (NSC) zuständig, das seinen Sitz im Allied Maritime Command Headquarters Northwood bei London hat. Es sammelt Daten und stellt daraus ein Schifffahrtslagebild für ausgewählte Seegebiete zusammen. Außerdem unterstützt es militärische NCAGS-Operationen und berät zivile Schifffahrtsstellen.
Für militärische NCAGS-Aufgaben in einem Seegebiet wird ein NCAGS Commander (NCAGS CDR) eingesetzt. Dabei handelt es sich  normalerweise um den Führer eines für den Schutz der Handelsschifffahrt eingesetzten Marineverbandes als Officer in Tactical Command. Wenn Schiffe formell zu einem Konvoi zusammengefasst werden, wird ein militärischer oder nautischer Offizier als Konvoikommodore eingesetzt. Er untersteht im Regelfall dem NCAGS-Commander.
Als Ansprechpartner für die Schifffahrt dienen Shipping Cooperation Points (SCP). Dabei kann es sich um nationale Einrichtungen oder um alliierte Seebefehlshaber handeln. NCAGS-Verbindungsoffiziere (NCAGS Liaison Officers (NCAGS LO)) beraten Kapitäne von Handelsschiffen an Bord in allen NCAGS-Fragen.

### NCAGS-Verfahren

#### Strategische Planung
Das PBOS ist für die alliierte Schifffahrtsplanung in Krise und Krieg zuständig. Es stimmt sich dabei mit den zivilen Schifffahrtsbehörden der NATO-Mitgliedsstaaten und von Nationen im NATO-Programm Partnerschaft für den Frieden ab. Die Verantwortung für die nationale Notfallplanung verbleibt bei den Nationen.

#### Beratung und Beobachtung
Die NCAGS-Organisation bietet Reedereien und Kapitänen auf freiwilliger Basis eine vorbeugende Beratung über Art und Ausmaß von Gefahren in bestimmten Seegebieten an. Dieser Dienst wird auch der Fischerei angeboten. Im Gegenzug erwartet die NCAGS-Organisationen Informationen der an der Beratung teilnehmenden Schiffe über ihre Positionen und Bewegungen, um ein möglichst vollständiges Lagebild aufbauen zu können.

#### Schutz der Schifffahrt

Die Signalflagge „X“ als Zeichen eines Konvoikommodores

Bei geringerer Bedrohung können Handelsschiffe auf empfohlenen Routen durch Kriegsschiffe begleitet werden (accompaniment, escort). Bei stärkerer Bedrohung können Konvois gebildet werden, die unter der Führung eines Konvoikommodore straffer organisiert sind als bei der einfachen Begleitung.
Im Falle einer Minenbedrohung können Handelsschiffe von Minenabwehrfahrzeugen durch minenfreie Kanäle geleitet werden (lead through).
Bei einer Bedrohung von Schiffen im Hafen kann in Zusammenarbeit mit den Hafenbehörden eine Notverlegung (dispersal, emergency movement) eingeleitet werden. Dabei werden entweder Liegeplätze gewechselt oder der Hafen evakuiert.

### Personal und Ausbildung
Die NCAGS-Organisation stützt sich in hohem Maße auf Reserveoffiziere ab, die im Zivilberuf mit der Handelsschifffahrt zu tun haben. Viele Reservisten in der NCAGS-Organisation besitzen nautische Patente. Sie werden in Wehrübungen auf ihre NCAGS-Aufgaben vorbereitet und können Dienst in nationalen Marineschifffahrtsleitstellen und in NATO-Dienststellen leisten. Bei der Führung von Konvois können NCAGS-Offiziere an Bord von Schiffen als Konvoikommodore oder als Konvoioperationsoffizier eingesetzt werden.
Zur weiteren Ausbildung der NCAGS-Organisation und des dort eingesetzten Personals finden regelmäßig Übungen in See statt, so z. B. jeweils alle zwei Jahre die NATO-Übungen „Bold Master“ und „NCAGS EX“ und die deutschen Übungen „Free Fairway“ und „GECONVEX“.

## Nationale und multinationale Organisationen

### Internationale Organisationen
Die Internationale Seeschifffahrts-Organisation (engl.: International Maritime Organization, IMO) ist eine Sonderorganisation der Vereinten Nationen (UN) mit Sitz in London, zu deren Aufgaben es gehört, die Schiffssicherheit und die Sicherheit der Seefahrt insgesamt zu verbessern. Zu den wichtigsten Instrumenten der IMO zur Verbesserung der Sicherheit gegen Bedrohungen auf See gehört der 2004 in Kraft getretene International Ship and Port Facility Security Code, der einheitliche Richtlinien für die Vorbeugung und das Verhalten der Schifffahrt gibt.
Das International Maritime Bureau (IMB) ist eine spezialisierte Abteilung für Kriminalität auf See der Internationalen Handelskammer (International Chamber Of Commerce (ICC)) mit Sitz in London. Es betreibt ein Meldezentrum für Piraterie in der malaysischen Hauptstadt Kuala Lumpur.
Die Europäische Union hat für die Operation Atalanta ein Maritime Security Centre Horn of Africa (MSCHOA) eingerichtet. Es befindet sich im Operativen Hauptquartier Northwood und ist mit dem NATO Shipping Centre kolloziert.

### Nationale Marineschifffahrtleitorganisationen
Das NATO-NCAGS-Verfahren stützt sich auf nationale Stellen in den Mitgliedsstaaten und in anderen kooperierenden Nationen. Dazu gehören neben Staaten des NATO-Programms Partnerschaft für den Frieden als außereuropäische Kooperationspartner Australien und Neuseeland. Auch andere mit den USA verbündete Nationen wurden in NCAGS-Übungen einbezogen. Die Zusammenarbeit erfolgt mit deren zivilen Schifffahrtsbehörden (National Shipping Authority, NSA) und militärischen Dienststellen.

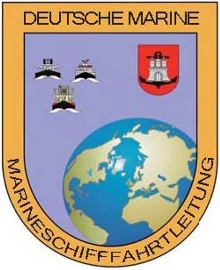
Verbandsabzeichen

### Marineschifffahrtleitorganisation in Deutschland

#### Organisation im Kalten Krieg
Beim Aufbau der Bundesmarine ab 1956 wurde eine den NATO-Verfahren entsprechende deutsche Marineschifffahrtleitorganisation aufgestellt. Es wurden vier Marineschifffahrtsleitstellen (MSLtSt) in Kiel, Hamburg, Bremerhaven und Emden eingerichtet. Die MSLtSt Kiel unterstand zunächst dem Flottenkommando, die anderen dem Befehlshaber der Seestreitkräfte der Nordsee (BSN). 1981 wurden alle MSLtSt organisatorisch in den Stab BSN eingegliedert, der nunmehr zentral für die Belange der Marineschifffahrtleitung zuständig war.

#### Heutige Organisation
Nach dem Ende des Kalten Krieges wurde die deutsche Marineschifffahrtleitorganisation angepasst. Der Stab BSN und die MSLtSt Kiel und Emden wurden aufgelöst, und die MSLtSt in Hamburg und Bremerhaven direkt dem Flottenkommando unterstellt. Mit der Reorganisation der Marine im Oktober 2012 wurde das Flottenkommando aufgelöst und die Aufgaben auf eine MSLtSt in Hamburg reduziert. Sie untersteht dem Abteilungsleiter Einsatz im Marinekommando in Rostock. Die Operationszentrale des Marinekommandos, die sich bis auf Weiteres am Sitz des bisherigen Flottenkommandos befindet, führt in dieser Organisation die Bezeichnung Shipping Cooperation Center Gluecksburg, die Marineschifffahrtsleitstelle hat den Status eines SCP. Zu den Schwerpunkten der Arbeit der deutschen Marineschifffahrtleitorganisation gehört die Ausbildung von Handelsschiffsoffizieren für Aufgaben im zivilen Anteil NCAGS-Organisation und als Reserveoffiziere der Marine für militärische Schifffahrtsleitaufgaben.

## Aktuelle Aktivitäten
Seit dem verstärkten Aufkommen der Piraterie vor der Küste Somalias beteiligt sich neben anderen Institutionen und Einzelstaaten auch die NATO an deren Bekämpfung. Sie führte ab März 2009 die Operation Allied Protector durch, die im August 2009 von der Operation Ocean Shield abgelöst wurde. Das NATO Shipping Centre dient als Ansprechpartner für die Schifffahrt, informiert über die aktuelle Entwicklung und die Schutzangebote der NATO und gibt Verhaltenshinweise für Handelsschiffe.
Handelsschiffen wird für die Passage des Golfs von Aden Schutz angeboten. Außer einer Beratung für das Verhalten im Gefahrengebiet wird Schutz in See in Form so genannter group transits geleistet. Dabei werden die zusammengestellten Schiffsgruppen nicht immer direkt durch Kriegsschiffe begleitet, jedoch wird die empfohlene Route, die als International Recommended Transit Corridor bezeichnet wird, großräumig abgesichert. Auch Nationen, die nicht der NATO angehören oder ihre Verfahren anwenden, leisten ihren Handelsschiffen Schutz. So operieren Kriegsschiffe aus Russland, Japan, Indien und China am Horn von Afrika.